# Serial Experiments Lain
Serial Experiments Lain (シリアルエクスペリメンツレイン Shiriaru Ekusuperimentsu Rein) és una sèrie de TV d'animació japonesa (anime), dirigida per Ryūtarō Nakamura, il·lustrada per Yoshitoshi Abe, amb guió de Chiaki Konaka i producció de Yasuyuki Ueda a través dels estudis Triangle Staff. Fou presentada per TV Tokyo de juliol a setembre de 1998. Un videojoc de PlayStation amb el mateix nom, va ser presentat el novembre de 1998 per Pioneer LDC. El 2003 la sèrie va ser emesa a Catalunya, a través de l'espai 3xl.net de TV3. El videojoc no va arribar a ser presentat a l'Estat Espanyol.
Es tracta d'una sèrie avantguardista i amb una estructura narrativa poc habitual, i fins i tot se la considera una obra de culte. Se centra en una noia adolescent, Lain Iwakura, i la seva entrada en el món virtual, una xarxa de comunicacions semblant a internet. Viu als suburbis d'una ciutat japonesa amb la seva família de classe mitjana, tot i que la sèrie s'endinsa en ambients abstractes i poc convencionals. Explora temes filosòfics com la identitat, la realitat, les relacions, la comunicació, l'inconscient col·lectiu, les conspiracions, el futurisme, l'abast de la tecnologia, la idea de Déu i l'existència en si mateixa, en un discurs molt pròxim al Ciberpunk.
La sèrie està formada per 13 capítols, cadascun enfocat a reflexionar sobre un concepte:
1. Weird
2. Girls
3. Psyche
4. Religion
5. Distortion
6. Kids
7. Society
8. Rumors
9. Protocol
10. Love
11. Infornography
12. Landscape
13. Ego

A més del videojoc i la sèrie, se'n van publicar 4 art books. Les crítiques d'arreu en general foren molt positives i destacaven la capacitat de reflexió i qüestionament filosòfic de l'obra.